# Sankt Johann im Walde
Sankt Johann im Walde is een gemeente in de Oostenrijkse deelstaat Tirol, en maakt deel uit van het district Lienz.
Sankt Johann im Walde telt 300 inwoners.

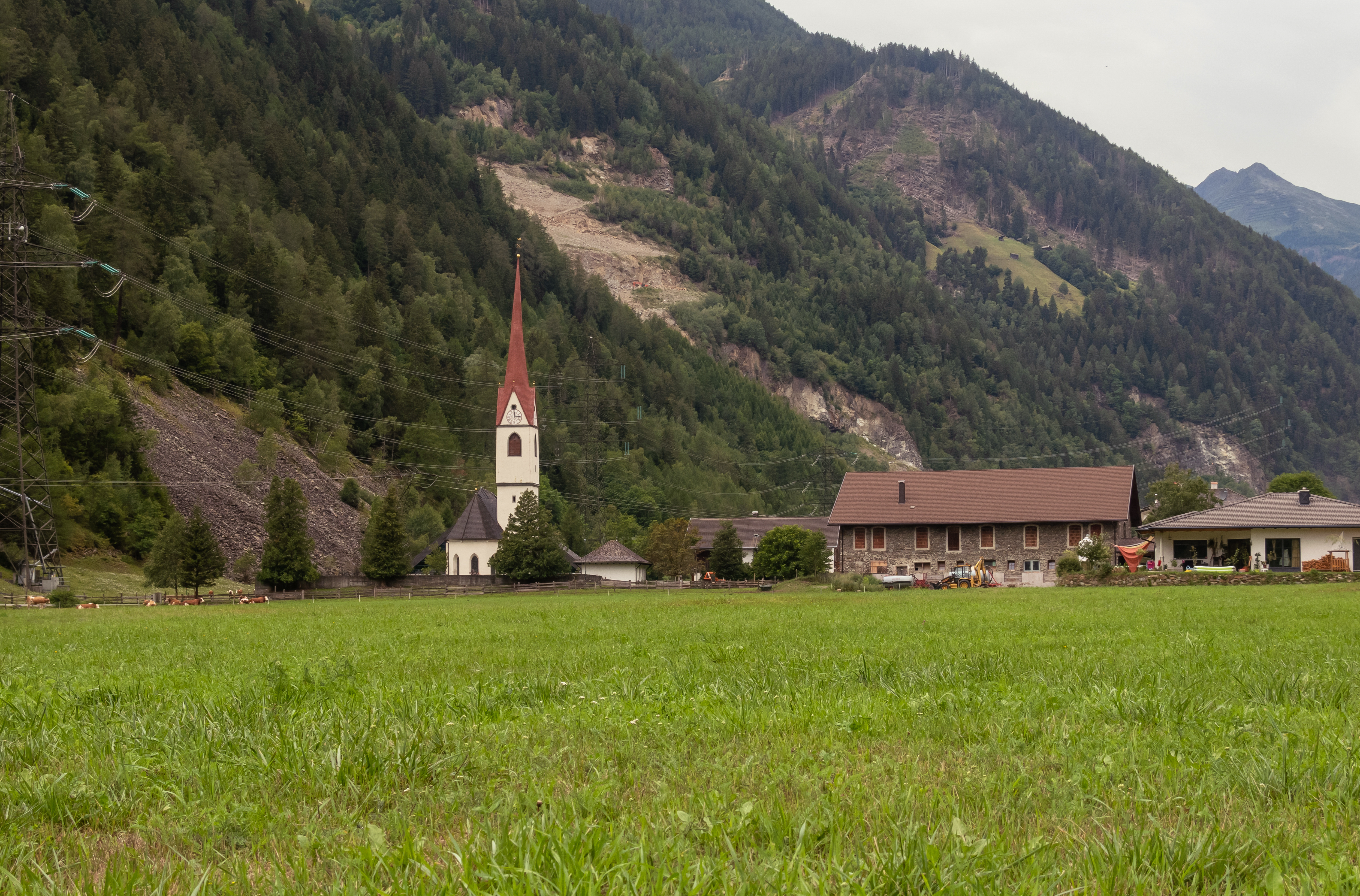
Dorpszicht Sankt Johann im Walde

Abfaltersbach ·
Ainet ·
Amlach ·
Anras ·
Assling ·
Außervillgraten ·
Dölsach ·
Gaimberg ·
Heinfels ·
Hopfgarten in Defereggen ·
Innervillgraten ·
Iselsberg-Stronach ·
Kals am Großglockner ·
Kartitsch ·
Lavant ·
Leisach ·
Lienz ·
Matrei i. O. ·
Nikolsdorf ·
Nußdorf-Debant ·
Oberlienz ·
Obertilliach ·
Prägraten am Großvenediger ·
Sankt Jakob in Defereggen ·
Sankt Johann im Walde ·
Sankt Veit in Defereggen ·
Schlaiten ·
Sillian ·
Strassen ·
Thurn ·
Tristach ·
Untertilliach ·
Virgen
- Gemeinsame Normdatei: 4436764-8
- Virtual International Authority File: 247368714